# 2009年の科学
2009年の科学（2009ねんのかがく）では、2009年（平成21年）の科学分野に関する出来事について記述する。

## できごと

### 1月
- 1月4日 - 国内各地で「世界天文年2009」のオープニングイベントが一斉に始まる。「世界天文年2009」は、ガリレオが天体望遠鏡で天体観測を始めた1609年から400年目の節目を記念して国際連合などが定めたもので、世界中でイベントの開催が予定されている [1][2]。
- 1月12日 - 三菱重工業、H-IIAロケットによる韓国航空宇宙研究院の多目的観測衛星「コンプサット3」の打ち上げ受注を発表。打ち上げは、種子島宇宙センターから2011年夏に予定されている。日本のロケットが人工衛星の商用打ち上げを受注するのは初めて [3]。
- 1月15日
  - 第25回日本国際賞に、「自然と共生する持続可能な技術社会形成」分野からデニス・メドウズ、「医学・工学の融合における疾患への技術の展開」分野からデビッド・クールの2名が選ばれる [4][5]。
  - クラフォード賞に、岸本忠三、平野俊夫、チャールズ・ディナレロの3名が選ばれる。1980年の同賞設立以来、日本人の受賞は初めて [6][7]。
- 1月15日-16日 - フランス・パリのユネスコ本部で、「世界天文年2009」開幕記念式典が開催 [8][9]。
- 1月23日 - 世界最初の温室効果ガス観測技術衛星「いぶき」、中小企業でつくる東大阪宇宙開発協同組合等が開発した「まいど1号」など人工衛星計8基搭載したH-IIAロケット15号機、種子島宇宙センターから打ち上げ成功。打ち上げは当初1月21日に予定されていたが、悪天候により23日に延期されていた [10][11][12][13]。

### 2月
- 2月13日 - 国立天文台、国土地理院などの研究者チームが世界最初の月全体の地形図及び重力地図を作製したと、米誌『サイエンス』上で発表。月周回衛星「かぐや」の観測データによるもの。月面の最高地点は高さ約10,750メートル、最低地点は深さ約9,060メートルと判明した [14][15][16]。

## 受賞
- アーベル賞 - ミハイル・グロモフ
- ウルフ賞
  - ウルフ賞物理学部門 - 受賞者なし
  - ウルフ賞数学部門 - 受賞者なし
  - ウルフ賞化学部門 - 受賞者なし
  - ウルフ賞医学部門 - 受賞者なし
- ラスカー賞
  - 基礎医学研究賞 - ジョン・ガードン、山中伸弥
  - 臨床医学研究賞 - ブライアン・ドラッカー、ニコラス・ライドン（英語版）、チャールズ・ソーヤーズ（英語版）
- ノーベル賞 （10月）
  - 物理学賞 - チャールズ・K・カオ、ウィラード・ボイル、ジョージ・E・スミス
  - 化学賞 - ヴェンカトラマン・ラマクリシュナン、トマス・A・スタイツ、エイダ・E・ヨナス
  - 生理学・医学賞 - エリザベス・H・ブラックバーン、キャロル・W・グライダー、ジャック・W・ショスタク

## 死去
- 1月25日 - エレノア・ヘリン、アメリカ合衆国の天文学者
- 2月11日 - ウィレム・J・コルフ（英語版）、アメリカ合衆国の医学者、人工臓器の発明者
- 5月19日 - ロバート・ファーチゴット、アメリカ合衆国の化学者。ノーベル生理学・医学賞受賞者
- 6月10日 - ジャン・ドーセ、フランスの免疫学者、医師。ノーベル生理学・医学賞受賞者
- 9月8日 - オーゲ・ニールス・ボーア、デンマークの物理学者。ノーベル物理学賞受賞者
- 9月12日 - ノーマン・ボーローグ、アメリカ合衆国の農業学者
- 9月29日- パーヴェル・ポポーヴィチ、ソビエト連邦の宇宙飛行士
- 10月5日 - イズライル・ゲルファント、ロシアの数学者
- 10月10日 - クロード・レヴィ＝ストロース、フランスの社会人類学者、思想家
- 11月2日 - アミール・プヌーリ、イスラエル人の計算機科学者
- 11月8日 - ヴィタリー・ギンツブルク、ロシアの物理学者、ノーベル物理学賞受賞者
- 11月21日 - コンスタンチン・フェオクチストフ、ソビエト連邦の宇宙飛行士、宇宙工学者
- 12月21日 - エドヴィン・クレープス、アメリカ合衆国の生化学者